# Paripi Kōmei
Paripi Kōmei (Nhật: パリピ孔明 n.đ. "Dân quẩy Khổng Minh") là một bộ manga Nhật Bản viết kịch bản bởi Yotsuba Yuto và minh họa bởi Ogawa Ryo. Bộ truyện được đăng trên trang Kodansha's Comic Days từ tháng 12 năm 2019 đến tháng 10 năm 2021 và sau đó là Tuần san Young Magazine. Nó được tổng hợp thành chín tankōbon tập vào tháng 4 năm 2022. anime được sản xuất bởi P.A. Works và ra mắt tháng tháng 3 năm 2022 trên nền tảng trực tuyến và ra mắt tháng 4 năm 2022 trên truyền hình.

## Cốt truyện
Chiến lược gia quân sự nổi tiếng Gia Cát Lượng Khổng Minh đã chết ở gò Ngũ Trượng. Trên giường bệnh chuẩn bị qua đời, ông ước rằng kiếp sau của mình sẽ được ở một nơi yên bình, không có đổ máu của sự chiến tranh. Ông sau đó được tái sinh (khi còn trẻ) ở Nhật Bản hiện đại, xuất hiện đúng lúc đang Halloween ở Shibuya, Tokyo. Những người thích tiệc tùng (trong tiếng Nhật là "Paripi" , viết tắt của 'party people' trong tiếng Anh, cũng có nghĩa là người thích tiệc tùng) ở Shibuya tự tiện đưa ông đến một câu lạc bộ đêm, nơi ông được gặp Eiko Tsukimi, một ca sĩ đầy tham vọng, và cuộc sống thứ hai của ông bắt đầu.

## Nhân vật
Tsukimi Eiko (月見 英子 (Nguyệt Kiến Anh Tử)/ つきみえいこ)
Lồng tiếng bởi: Hondo Kaede, 96neko (giọng hát)
Một cô gái trẻ ra mắt là ca sĩ với biệt danh - Eiko, và hy vọng sẽ trở thành một ca sĩ kiêm nhạc sĩ, tiếng hát của cô được Khổng Minh ca ngợi là "có sức mạnh truyền trái tim của mình đến người khác".
Cô có một quá khứ không mấy vui và khi cô đang cố gắng nhảy ra đường ray để tự tử, cô được Kobayashi ngăn và được mời đến nghe tiếng hát của nữ ca sĩ người Mỹ Maria Diesel tại BB Lounge do Kobayashi điều hành, và lấy lại hy vọng sống cho cô. Vì vậy cô quyết tâm lay động trái tim mọi người với tư cách là một ca sĩ, và lấy lại hy vọng trong cuộc sống. Sau đó, cô bắt đầu làm việc tại BB Lounge với tư cách là một ca sĩ nội trú và nhân viên phục vụ đồ uống. Mở đầu truyện, khi gặp Khổng Minh, cô đã suýt từ bỏ ước mơ của mình, nhưng với sự hỗ trợ và ủng hộ của Khổng Minh, cô đã dần phấn đấu và trưởng thành hơn. Tên của cô gợi nhớ tới một nhân vật trong Tam quốc diễn nghĩa là Hoàng Nguyệt Anh.
Gia Cát Khổng Minh (諸葛 孔明, Shokatsu Kōmei)
Lồng tiếng bởi: Ryōtarō Okiayu
Chiến lược gia tài giỏi, thông minh và là quân sư của Lưu Bị trong thời đại Tam Quốc, ông còn được biết đến với cái tên hiệu Ngọa Long (臥龍), người đã chết trong trận chiến dịch đánh Tào Ngụy nhưng bằng cách nào đó đã tái sinh ở Shibuya hiện đại trong diện mạo trẻ trung của mình. Tình cờ, ông gặp Eiko ở buổi biểu diễn ca hát của cô trong khi Halloween đang tổ chức và sau đó được cô mang về phòng chung cư của cô (vì lúc cô thấy ông đang say xỉn và nghĩ nếu ông ngủ ở ngoài sẽ bị cảm). Những bài hát của Eiko làm rung động trái tim ông những ba lần, vì vậy ông quyết định trở thành quân sư của cô, để giúp cô thực hiện ước mơ trở thành một nữ ca sĩ vĩ đại. Với chỉ số IQ cao và khát khao kiến thức mạnh mẽ, ông nhanh chóng thích nghi với cuộc sống hiện đại sau khi được đầu thai. Dù đã đầu thai nhưng ông vẫn chả khác là bao, luôn nói chuyện giống như một người thời xưa của Trung Quốc, trang phục ông mặc cũng vậy và ông luôn phe phẩy chiếc quạt yêu thích của mình, coi nó như một phần cơ thể ông.
Kabetaijin (KABE太人)
Lồng tiếng bởi: Shōya Chiba
Tên thật của anh là Taijin Kawabe; một rapper trẻ tuổi đã thống trị cuộc thi MC rap "DRB" trong ba năm liên tiếp. Tuy nhiên, vì không chịu được áp lực, anh đã rời bỏ thế giới nhạc rap sau khi thua trận vì loét dạ dày trong lúc đấu. Tuy nhiên, sau khi nghe Eiko hát trong BB Lounge và cuộc đối đầu rap nảy lửa của anh với Khổng Minh, anh đã lấy lại được nhiệt huyết và quyết định trở lại với tư cách là một rapper và trở thành cộng sự của Eiko và những người khác. Tên của anh là "Kabe", trong tiếng Nhật có nghĩa là "bức tường", tương ứng với Seki (Đỏ) của Sekitoba (Thỏ đỏ) Kung Fu.
Nanami Kuon (久遠 七海, Kuon Nanami)
Lồng tiếng bởi: Hibiku Yamamura, Lezel (giọng hát)
Nữ ca sĩ và tay bass của nhóm nhạc Azalea; cùng với nghệ sĩ guitar Ichika và tay trống Futaba, họ là bạn đại học. Ở trường đại học, cả ba thành lập một ban nhạc vì niềm đam mê âm nhạc, nhưng vì những vấn đề về tài chính và sự nổi tiếng, họ phải tuân theo chính sách của Toshihito Karasawa, và dần đánh mất mục đích và ý chí ban đầu. Nanami đã hát bài hát "I'm still alive today" của Maria Diesel trên đường phố mà không hóa trang (lúc diễn cô luôn đeo mặt nạ nên không ai nhận ra mặt thật) và gặp Eiko, người cũng đang cố gắng biểu diễn trên đường phố. Khi lắng nghe giọng hát của Kabetaijin và Eiko, cô đã nhớ lại ý định ban đầu của họ trong ngành công nghiệp âm nhạc và xúc động rơi nước mắt. Họ đã chọn thể hiện các bài hát theo cách riêng của mình và nhận được phản hồi nồng nhiệt từ người hâm mộ.
Ông chủ Kobayashi (オーナー小林, Ōnā Kobayashi)
Lồng tiếng bởi: Jun Fukushima
Quản lý của BB Lounge. Mặc dù ông có một tính cách cứng nhắc, ông lại là một otaku Tam Quốc (thích những thứ liên quan đến Khổng Minh) và cũng thích chơi cờ vây. Trong quá khứ, ông đã ngăn Eiko, người đã cố gắng tự tử, và để cô giúp việc trong quán và phục vụ như một ca sĩ nội trú. Vì ngưỡng mộ Khổng Minh, người có thể trả lời những câu hỏi hóc búa của mình trong buổi phỏng vấn, ông đã thuê Khổng Minh làm lễ tân và nhân viên pha chế trong BB Lounge.

## Truyền thông

### Manga
Paripi Koumei!, được viết và minh họa bởi Yuto Yotsuba và minh họa bởi Ryō Ogawa, đã được đăng nhiều kỳ trên nền tảng trực tuyến Comic Days của Kodansha từ ngày 31 tháng 12 năm 2019, đến ngày 16 tháng 11 năm 2021. Bộ truyện đã được chuyển sang Tuần san Young Magazine bắt đầu từ ngày 22 tháng 11 năm 2021. Kodansha đã tập hợp các chương thành các tập tankōbon riêng lẻ. Tập đầu tiên được phát hành vào ngày 8 tháng 4 năm 2020. Tính đến ngày 6 tháng 10 năm 2022, đã có 11 tập được phát hành. 

### Anime
Một bộ truyền hình anime do P. A .Works chuyển thể đã được công bố vào tháng 11 năm 2021. Bộ truyện do Shū Honma làm đạo diễn, Yōko Yonaiyama giám sát kịch bản của bộ truyện, Kanami Sekiguchi thiết kế nhân vật và Genki Hikota soạn nhạc. Nó được phát trực tuyến trên Abema và các nền tảng khác từ ngày 31 tháng 3 đến ngày 16 tháng 6 năm 2022, và được phát sóng trên Tokyo MX, MBS và BS NTV từ ngày 5 tháng 4 đến ngày 21 tháng 6 cùng năm. Bài hát chủ đề mở đầu là "Chikichiki Banban" (チキチキバンバン, "Chitty Chitty Bang Bang")của nhóm nhạc QUEENDOM, trong khi bài hát chủ đề kết thúc là "Kibun Jōjō" (気分上々, "Feeling Good") của Eiko Starring 96Neko. Sentai Filmworks đã cấp phép cho loạt phim bên ngoài Châu Á.

## Tiếp nhận
Bộ truyện đã giành được giải thưởng U-NEXT của Giải thưởng Manga tiếp theo ở hạng mục web vào năm 2020. Bộ truyện đứng thứ 9 trên "Truyện tranh được đề xuất cho nhân viên hiệu sách toàn quốc năm 2021" bởi trang web của Câu lạc bộ Honya. Tính đến tháng 10 năm 2022, manga đã có hơn 1,2 triệu bản được lưu hành. 